# مارتن رت
مارتن رت (بالإنجليزية: Martin Ritt)‏ هو منتج أفلام ومخرج وممثل أمريكي، ولد في 2 مارس 1914 بنيويورك في الولايات المتحدة، وتوفي في 8 ديسمبر 1990 بسانتا مونيكا في الولايات المتحدة.

## أعمال

### أفلام
- (1944) النصر المجنح
- (1963) هاد
- (1979) نورما راي

## ترشيحات
- جائزة الأوسكار لأفضل مخرج، عن عمل: هاد

## وصلات خارجية
- مارتن رت على موقع IMDb (الإنجليزية)
- مارتن رت على موقع الموسوعة البريطانية (الإنجليزية)
- مارتن رت على موقع روتن توميتوز (الإنجليزية)
- مارتن رت على موقع مونزينجر (الألمانية)
- مارتن رت على موقع ألو سيني (الفرنسية)
- مارتن رت على موقع تيرنر كلاسيك موفيز (الإنجليزية)
- مارتن رت على موقع أول موفي (الإنجليزية)
- مارتن رت على موقع قاعدة بيانات برودواي على الإنترنت (الإنجليزية)
- مارتن رت على موقع قاعدة بيانات برودواي على الإنترنت (الإنجليزية)
- مارتن رت على موقع قاعدة بيانات الأفلام السويدية (السويدية)